# Riemannův integrál
Riemannův integrál je v matematice určitý integrál, jehož definice je založena na geometrické interpretaci plochy pod křivkou.

## Historie
Jeho základní myšlenka byla známa již starým Řekům, kteří jejím užitím dokázali počítat obsahy a objemy některých geometrických objektů (například jehlanu, kužele či koule). Pojmenován byl po německém matematikovi Bernhardu Riemannovi. Jeho definice umožňuje jeho použití pouze u funkcí jedné nezávisle proměnné. Pokud existuje Riemannův integrál dané funkce, pak o funkci říkáme, že je Riemannovsky integrovatelná. V zobecnění pro vícerozměrné případy byl nahrazen Lebesgueovým integrálem.

## Motivace
Definice Riemannova integrálu vychází z intuitivní představy měření obsahu plochy pod grafem funkce. Má-li se přibližně zjistit tento obsah, provede se to v praxi pokrytím téměř celé měřené plochy útvary o známém obsahu tak, aby nepřesahovaly hranici měřené plochy a vzájemně se nepřekrývaly. Po sečtení obsahů všech vložených útvarů vznikne číslo, které je zřejmě menší než obsah měřené plochy — dolní odhad. Obdobně pokrytím celé měřené plochy útvary o známém obsahu vznikne — horní odhad. Obsah měřené plochy pak leží mezi dolním a horním odhadem. Bude-li se používat k pokrývání plochy stále menších a menších útvarů, pak je možné oba odhady stále zpřesňovat, až teoreticky při pokrytí plochy nekonečně mnoha nekonečně malými útvary bude horní i dolní odhad roven stejnému číslu — obsahu plochy. Pro jednoduchost se při zavádění Riemannova integrálu používají za ony útvary, jimiž se plocha pokrývá, obdélníky se stranami rovnoběžnými s osami soustavy souřadnic.

## Definice
Uvedeme dvě definice Riemannova integrálu. První definice pochází od Bernharda Riemanna. Druhá definice pochází od Gastona Darbouxe. Obě definice jsou ekvivalentní. To znamená, že funkce je integrovatelná podle Darbouxovy definice, právě když je integrovatelná podle Riemannovy definice a hodnota integrálu podle obou definic je shodná. Z Darbouxovy definice lze snadněji odvodit některé důležité vlastnosti Riemannova integrálu, proto se v literatuře vyskytuje častěji. Obě definice užívají pojem dělení {\displaystyle D} intervalu {\displaystyle \langle a,b\rangle } definovaný (n+1)-ticí {\displaystyle t_{0},...,t_{n}} takovou, že {\displaystyle a=t_{0}<t_{1}<...<t_{n}=b}. Každá funkce, která je na daném intervalu po částech spojitá, je na tomto intervalu také integrovatelná.

### Riemannova definice
- Dělením body intervalu {\displaystyle \langle a,b\rangle } nazýváme takovou dvojici {\displaystyle (D,C)}, kde {\displaystyle D=(t_{0},..,t_{n})} a {\displaystyle C=(c_{0},...,c_{n-1})}, že platí {\displaystyle t_{i}\leq c_{i}\leq t_{i+1}} pro {\displaystyle 0\leq i\leq n-1}, kde {\displaystyle t_{0}=a} a {\displaystyle t_{n}=b}.
- Riemannovu sumu funkce {\displaystyle f} na intervalu {\displaystyle \langle a,b\rangle } s dělením body {\displaystyle (D,C)} definujeme jako:

{\displaystyle R(f,D,C)=\sum _{i=0}^{n-1}f(c_{i})(t_{i+1}-t_{i})}.
- Normu dělení {\displaystyle \lambda } definujeme jako:

{\displaystyle \lambda (D)=\max _{0\leq i\leq n-1}(t_{i+1}-t_{i})}, normou dělení {\displaystyle D} tedy rozumíme délku nejdelšího intervalu v {\displaystyle D}.
- Řekneme, že funkce {\displaystyle f} má na intervalu {\displaystyle \langle a,b\rangle } Riemannův integrál {\displaystyle I\in \mathbb {R} }, pokud pro každé {\displaystyle \varepsilon >0} existuje {\displaystyle \delta >0} takové, že pro každé dělení body {\displaystyle (D,C)} intervalu {\displaystyle \langle a,b\rangle } platí, že:

{\displaystyle \lambda (D)<\delta \,=>\,|I-R(f,D,C)|<\varepsilon }, tj. {\displaystyle I=\lim _{\lambda (D)\to 0}R(f,D,C)=\int \limits _{a}^{b}f(x)\ \mathrm {d} x}.

### Darbouxova definice
- Horní součet pro funkci {\displaystyle f} a dělení {\displaystyle D} intervalu {\displaystyle \langle a,b\rangle } definujeme jako:

{\displaystyle S(f,D)=\sum _{i=1}^{n}\sup _{x\in \langle t_{i-1},t_{i}\rangle }f(x)(t_{i}-t_{i-1})}.
- Horní Riemannův integrál funkce {\displaystyle f} od {\displaystyle a} do {\displaystyle b} definujeme takto:

{\displaystyle \int \limits _{a}^{\overline {b}}f(x)\ \mathrm {d} x=\inf _{D\in {\mathcal {D}}}S(f,D)}.
- Dolní součet pro funkci {\displaystyle f} a dělení {\displaystyle D} intervalu {\displaystyle \langle a,b\rangle } definujeme jako:

{\displaystyle s(f,D)=\sum _{i=1}^{n}\inf _{x\in \langle t_{i-1},t_{i}\rangle }f(x)(t_{i}-t_{i-1})}.
- Dolní Riemannův integrál funkce {\displaystyle f} od {\displaystyle a} do {\displaystyle b} definujeme takto:

{\displaystyle \int \limits _{\underline {a}}^{b}f(x)\ \mathrm {d} x=\sup _{D\in {\mathcal {D}}}s(f,D)}.
Riemannův integrál funkce {\displaystyle f} od {\displaystyle a} do {\displaystyle b}, za předpokladu rovnosti horního a dolního Riemannova integrálu, definujeme takto:
{\displaystyle \int \limits _{a}^{b}f(x)\ \mathrm {d} x=\int \limits _{a}^{\overline {b}}f(x)\ \mathrm {d} x=\int \limits _{\underline {a}}^{b}f(x)\ \mathrm {d} x},
kde symbolem {\displaystyle \sup } resp. {\displaystyle \inf } označujeme supremum resp. infimum a {\displaystyle {\mathcal {D}}} je množina všech dělení {\displaystyle D} intervalu {\displaystyle \langle a,b\rangle }.

## Vlastnosti
- Mějme funkce {\displaystyle f(x),g(x)} integrovatelné na intervalu {\displaystyle \langle a,b\rangle }. Pak platí

{\displaystyle \int _{a}^{b}[c_{1}f(x)+c_{2}g(x)]\mathrm {d} x=c_{1}\int _{a}^{b}f(x)\mathrm {d} x+c_{2}\int _{a}^{b}g(x)\mathrm {d} x},
kde {\displaystyle c_{1},c_{2}} jsou konstanty. Na daném intervalu je tedy integrovatelná také funkce {\displaystyle c_{1}f(x)+c_{2}g(x)}.
- Integrovatelná je také funkce {\displaystyle |f(x)|}, přičemž platí

{\displaystyle \left|\int _{a}^{b}f(x)\mathrm {d} x\right|\leq \int _{a}^{b}|f(x)|\mathrm {d} x}.
- Také funkce {\displaystyle f(x)g(x)} je integrovatelná, avšak

{\displaystyle \int _{a}^{b}f(x)g(x)\mathrm {d} x\neq \int _{a}^{b}f(x)\mathrm {d} x\;\int _{a}^{b}g(x)\mathrm {d} x}.
Pokud je funkce {\displaystyle g(x)} na intervalu {\displaystyle \langle a,b\rangle } kladná a zdola ohraničená nebo záporná a shora ohraničená, tedy {\displaystyle 0>K\geq |g(x)|}, pak je integrovatelná také funkce {\displaystyle f(x)g(x)}.
- Zvolíme-li na intervalu {\displaystyle \langle a,b\rangle } bod {\displaystyle c} takový, že {\displaystyle a<c<b}, pak lze psát

{\displaystyle \int _{a}^{b}f(x)\mathrm {d} x=\int _{a}^{c}f(x)\mathrm {d} x+\int _{c}^{b}f(x)\mathrm {d} x}.
- Vzájemná záměna mezí intervalu, na němž integrujeme, vede ke změně znaménka integrálu, tzn.

{\displaystyle \int _{a}^{b}f(x)\mathrm {d} x=-\int _{b}^{a}f(x)\mathrm {d} x}.
- Pokud pro všechna {\displaystyle x\in \langle a,b\rangle } platí {\displaystyle f(x)\geq 0}, pak

{\displaystyle \int _{a}^{b}f(x)\mathrm {d} x\geq 0}.
Pokud navíc alespoň v jednom bodě {\displaystyle c\in \langle a,b\rangle }, v němž je funkce {\displaystyle f(x)} spojitá, platí také {\displaystyle f(c)>0}, pak
{\displaystyle \int _{a}^{b}f(x)\mathrm {d} x>0}.
- Je-li funkce {\displaystyle f(x)} na intervalu {\displaystyle \langle a,b\rangle } spojitá a současně platí {\displaystyle \int _{a}^{b}f^{2}(x)\mathrm {d} x=0}, pak v celém intervalu {\displaystyle \langle a,b\rangle } platí {\displaystyle f(x)=0}.

- Je-li na intervalu {\displaystyle \langle a,b\rangle } {\displaystyle f(x)\geq g(x)}, pak platí také

{\displaystyle \int _{a}^{b}f(x)\mathrm {d} x\geq \int _{a}^{b}g(x)\mathrm {d} x}.
- Je-li na intervalu {\displaystyle \langle a,b\rangle } funkce {\displaystyle f(x)} omezená, tzn. {\displaystyle m\leq f(x)\leq M}, kde {\displaystyle m,M} jsou konstanty, a funkce {\displaystyle g(x)\geq 0}, pak platí nerovnosti

{\displaystyle m\int _{a}^{b}g(x)\mathrm {d} x\leq \int _{a}^{b}f(x)g(x)\mathrm {d} x\leq M\int _{a}^{b}g(x)\mathrm {d} x}.
- Funkce {\displaystyle f(x),g(x)}, které jsou spojité na {\displaystyle \langle a,b\rangle }, splňují tzv. Schwarzovu nerovnost

{\displaystyle {\left(\int _{a}^{b}f(x)g(x)\mathrm {d} x\right)}^{2}\leq \int _{a}^{b}f^{2}(x)\mathrm {d} x\;\int _{a}^{b}g^{2}(x)\mathrm {d} x}.
- Můžeme definovat funkci {\displaystyle F(x)} proměnné {\displaystyle x} vztahem

{\displaystyle F(x)=\int _{a}^{x}f(t)\mathrm {d} t}.
Funkce {\displaystyle F(x)} je spojitou funkcí proměnné {\displaystyle x} a v každém bodě, v němž je {\displaystyle f(x)} spojitá, má {\displaystyle F(x)} derivaci, přičemž platí
{\displaystyle {\frac {\mathrm {d} F}{\mathrm {d} x}}={\frac {\mathrm {d} }{\mathrm {d} x}}\int _{a}^{x}f(t)\mathrm {d} t=f(x)}.
- Podobně lze definovat funkci

{\displaystyle G(x)=\int _{x}^{b}f(t)\mathrm {d} t},
pro jejíž derivaci dostaneme
{\displaystyle {\frac {\mathrm {d} G}{\mathrm {d} x}}={\frac {\mathrm {d} }{\mathrm {d} x}}\int _{x}^{b}f(t)\mathrm {d} t=-f(x)}.
- Pokud je funkce {\displaystyle f(x)\geq 0} pro všechny body {\displaystyle x\in \langle a,b\rangle }, pak hodnota integrálu {\displaystyle \int _{a}^{b}f(x)\mathrm {d} x} je rovna obsahu plochy, jejíž obvod tvoří osy {\displaystyle x}, funkce {\displaystyle y=f(x)} a rovnoběžky s osou {\displaystyle y}, které mají rovnice {\displaystyle x=a,x=b}.

Je-li např. na intervalu {\displaystyle \langle a,c\rangle } {\displaystyle f(x)\geq 0} a na intervalu {\displaystyle \langle c,b\rangle } {\displaystyle f(x)\leq 0}, pak plocha obrazce ohraničeného křivkou {\displaystyle y=f(x)} není rovna hodnotě integrálu {\displaystyle \int _{a}^{b}f(x)\mathrm {d} x}, ale součtu integrálů {\displaystyle \int _{a}^{c}f(x)\mathrm {d} x+\left|\int _{c}^{b}f(x)\mathrm {d} x\right|}.
- Je-li funkce {\displaystyle f(x)} spojitá na {\displaystyle \langle a,b\rangle } a {\displaystyle F(x)} je na tomto intervalu její libovolná primitivní funkce, pak platí (viz Newtonův integrál)

{\displaystyle \int _{a}^{b}f(x)\mathrm {d} x=F(b)-F(a)}.